# オプタテシケ山
オプタテシケ山（オプタテシケやま）は北海道上川郡美瑛町と新得町の境界に位置する標高2,013mの山である。三等三角点の名称は「美瑛岳」と記されている。

## 概要
大雪山国立公園内にあり、十勝岳連峰の火山群の北端に位置する山。日本三百名山に選定されている。山頂付近は溶岩の砂礫が積み重なった森林限界のハイマツ帯でには高山植物が自生しており、ピラミダルな山容である。
山の名の意味はアイヌ語で「槍がそこにそり立っている山」または「槍がそれた山」など諸説ある。アイヌ民族は『この山は雌阿寒岳と夫婦山だったが、離婚の末に槍を投げつけ合う大喧嘩をした。最終的に雌阿寒が槍を当てられ、今でも傷から膿を流している。雌阿寒岳の火口こそが、その傷跡だ』との伝説を伝えている。

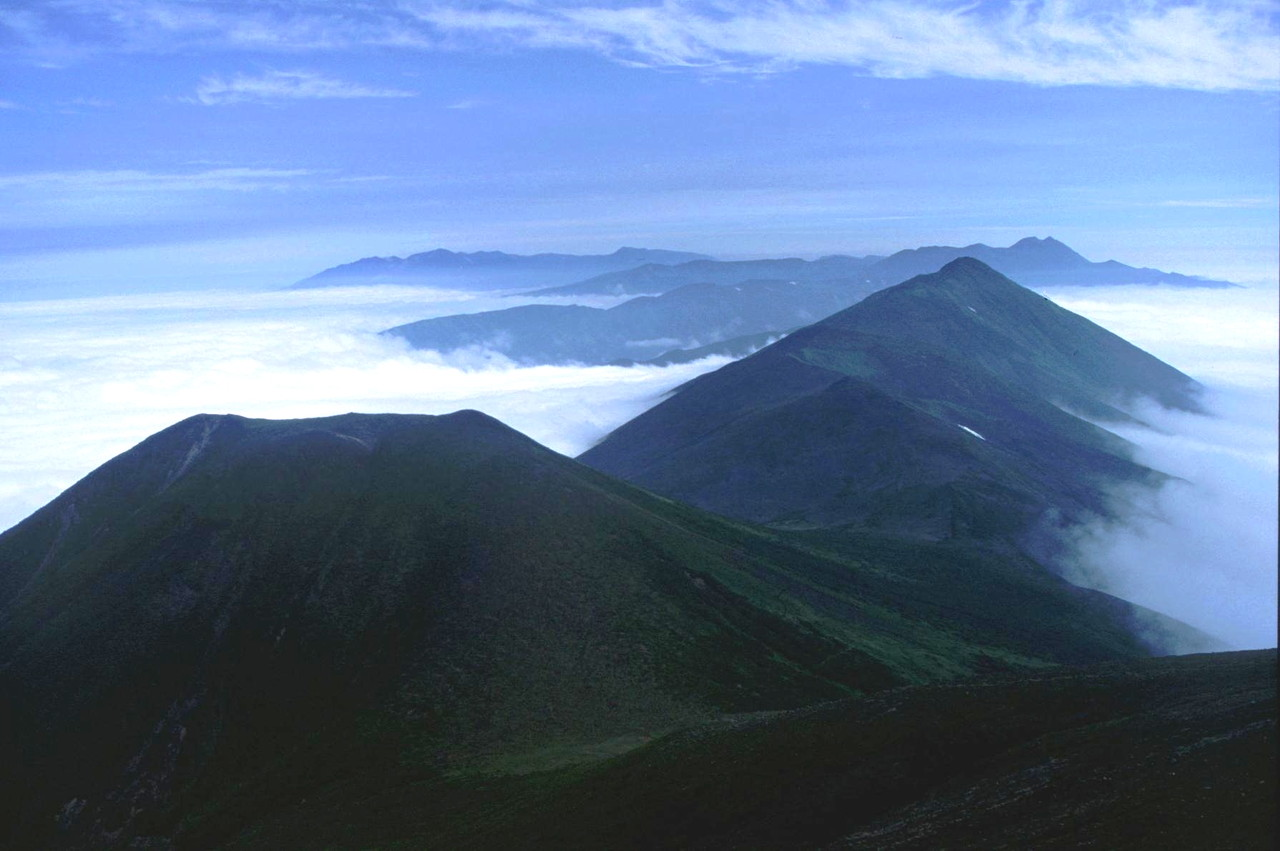
美瑛岳から北北東を望む。左が美瑛富士で左が石垣山・ベベツ岳・オプタテシケ山の山並。

## 登山道
白金温泉の近くに、登山口がある。美瑛富士避難小屋から、稜線を北東に進むと、この山に到達する。登山道はさらに、トムラウシ山へと続いている。美瑛富士避難小屋から、稜線を南西に進むと、美瑛岳、十勝岳、富良野岳へと登山道が続く。
春には新得町側の林道から入山し、山頂から春スキーを楽しむ登山者も存在する。

## 周辺の山
- 美瑛富士、近くに美瑛富士避難小屋とキャンプ指定地がある。
- ベベツ岳
- コスマヌプリ

## ギャラリー

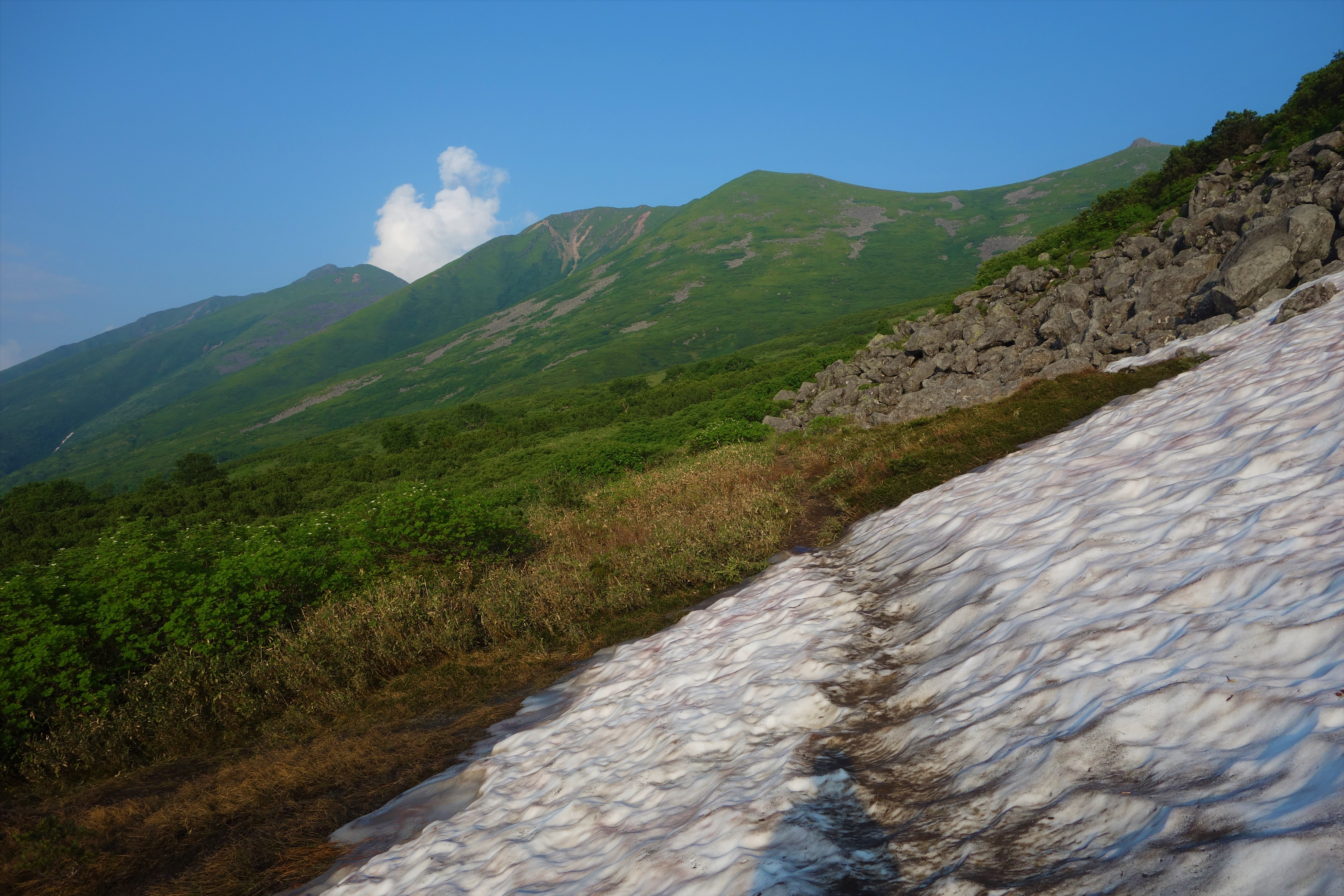
美瑛富士の登山道からオプタテシケ山・ベベツ岳
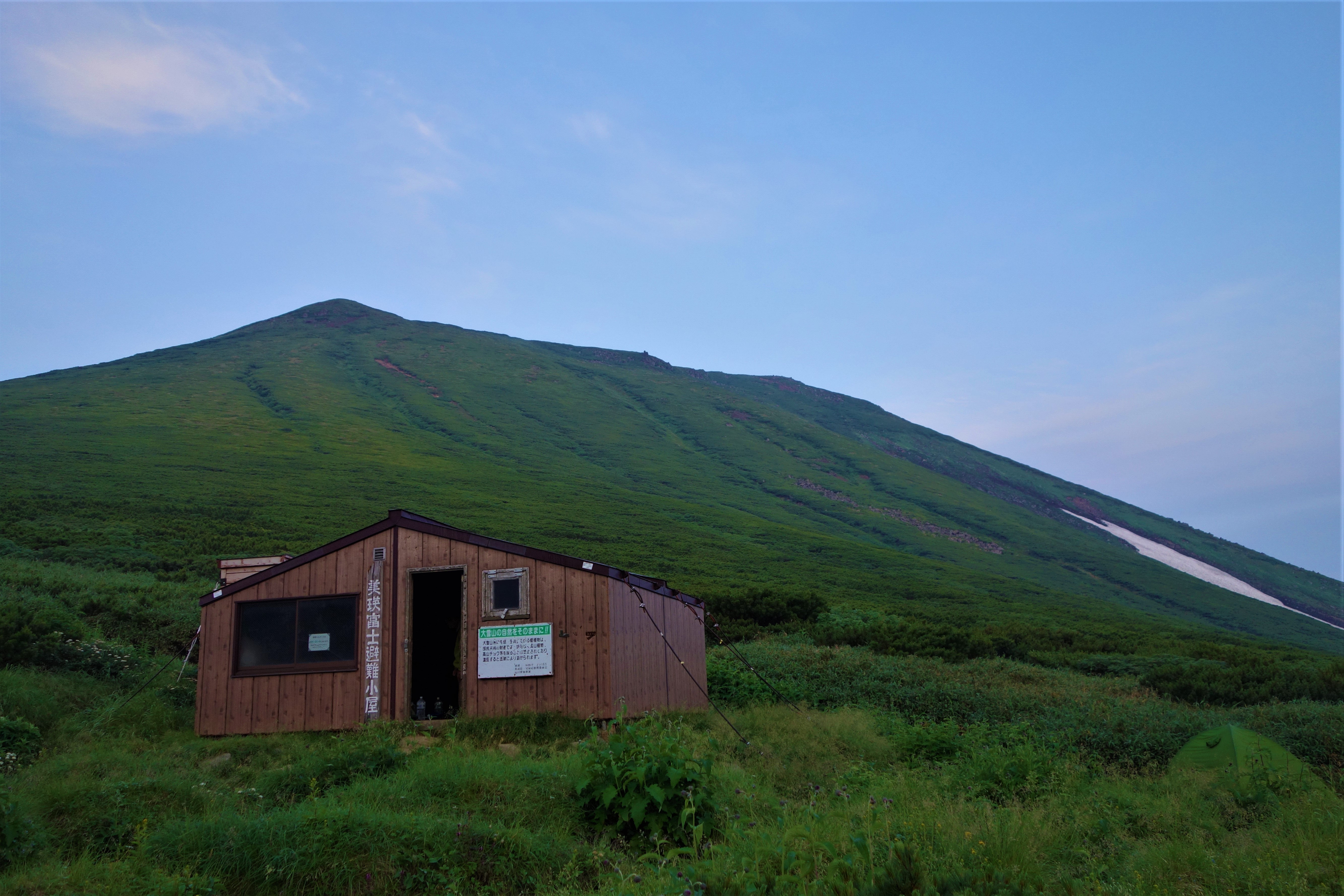
美瑛富士避難小屋
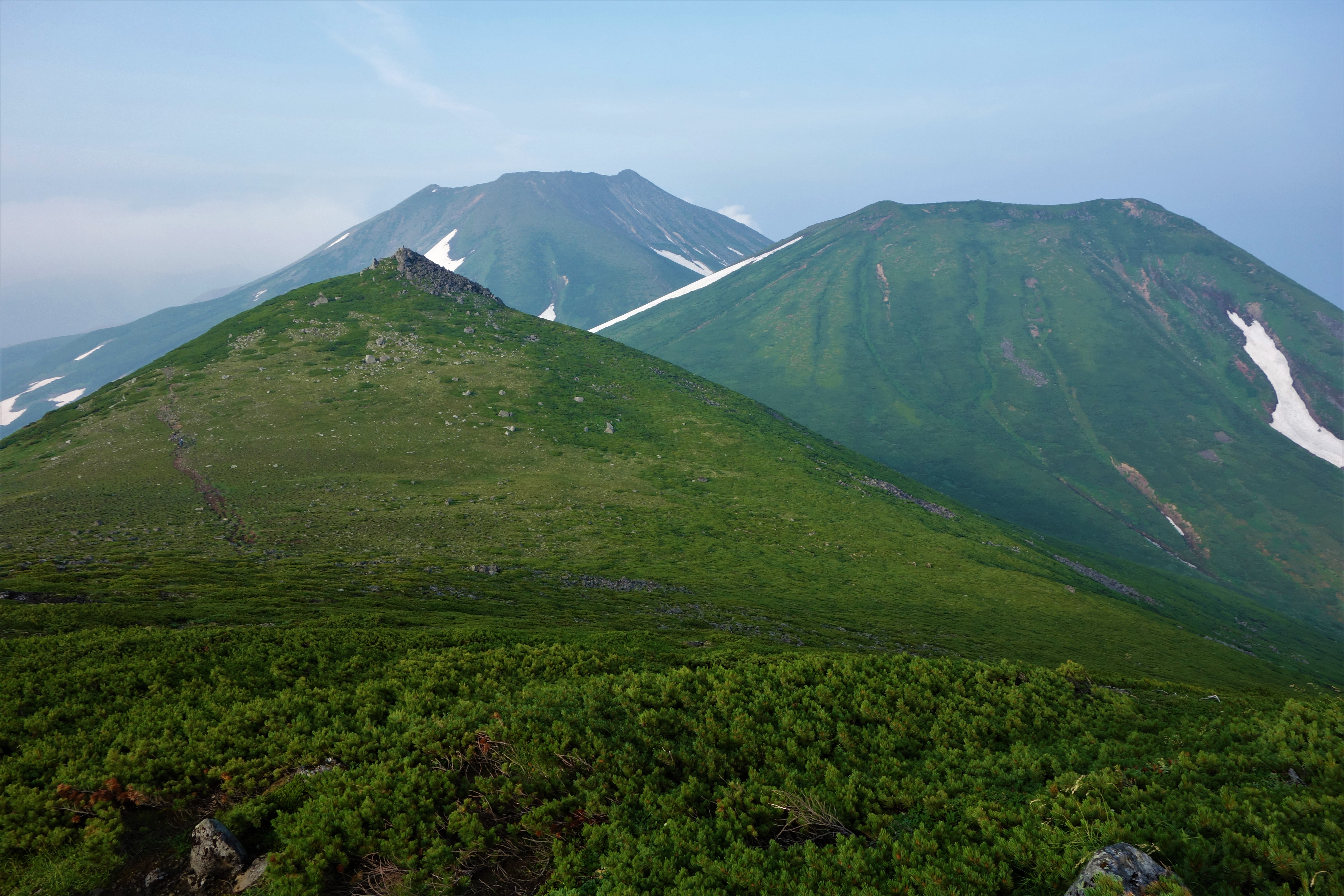
ベベツ岳から石垣山・美瑛富士・美瑛岳
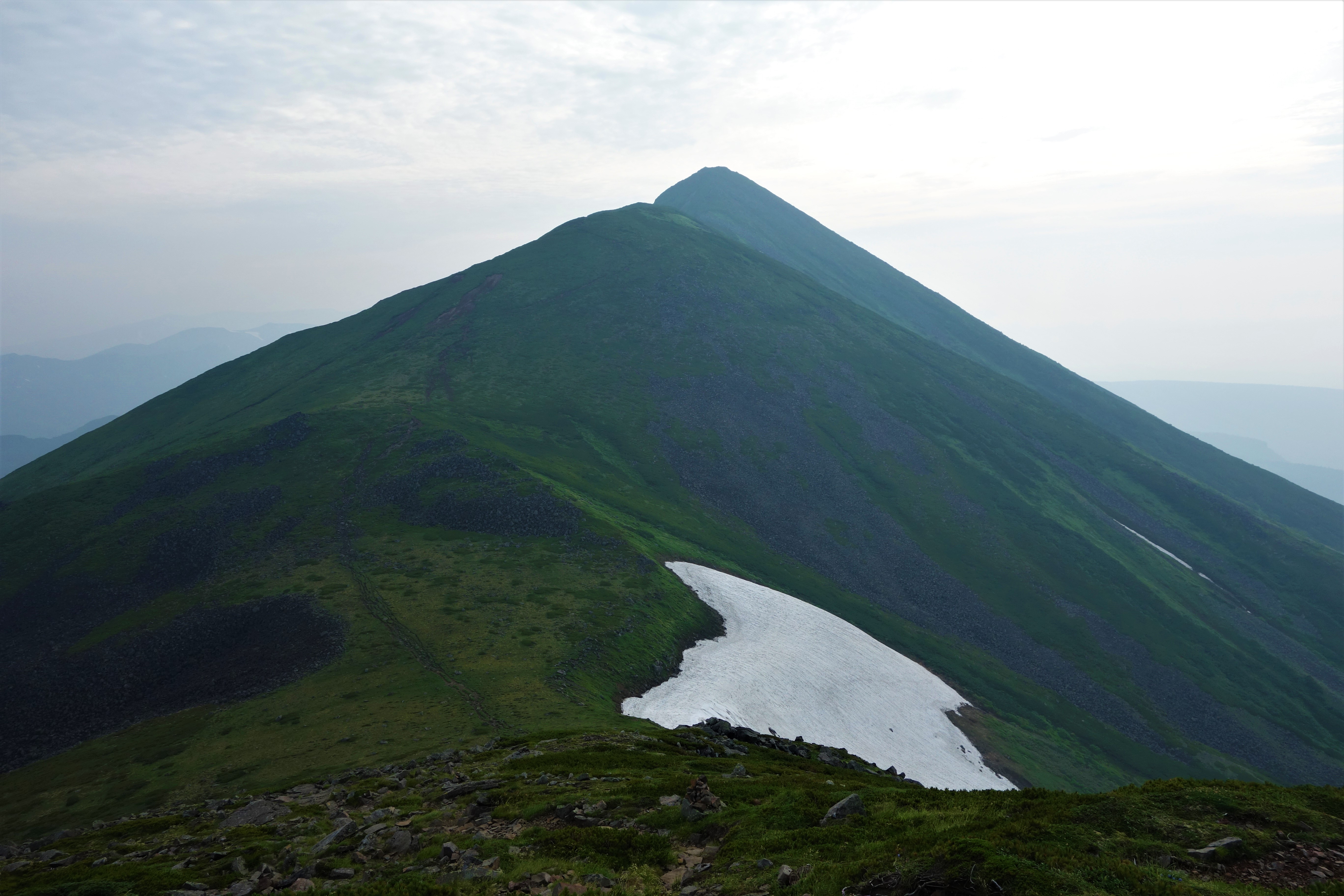
ベベツ岳からオプタテシケ山
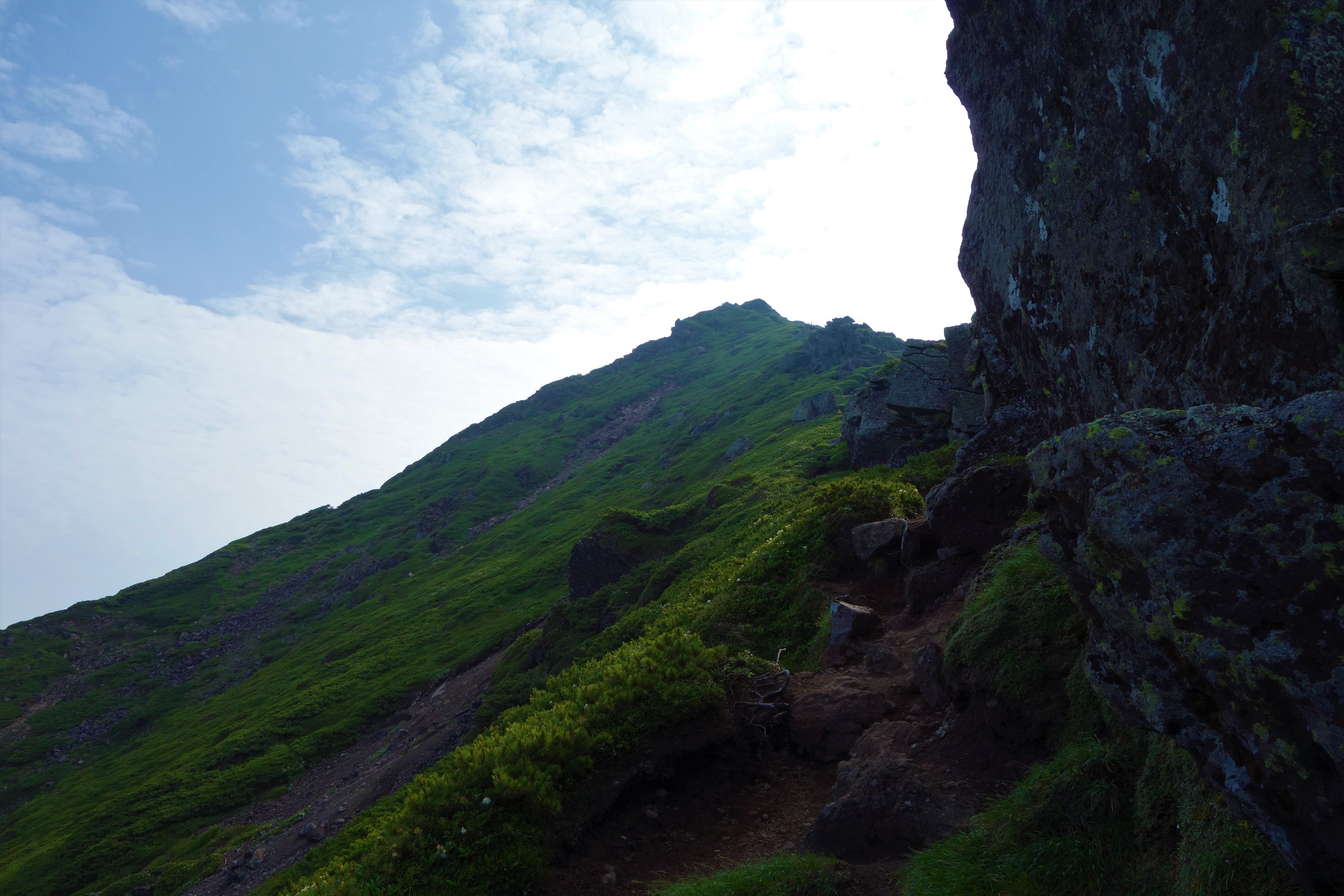
オプタテシケ山直下にて
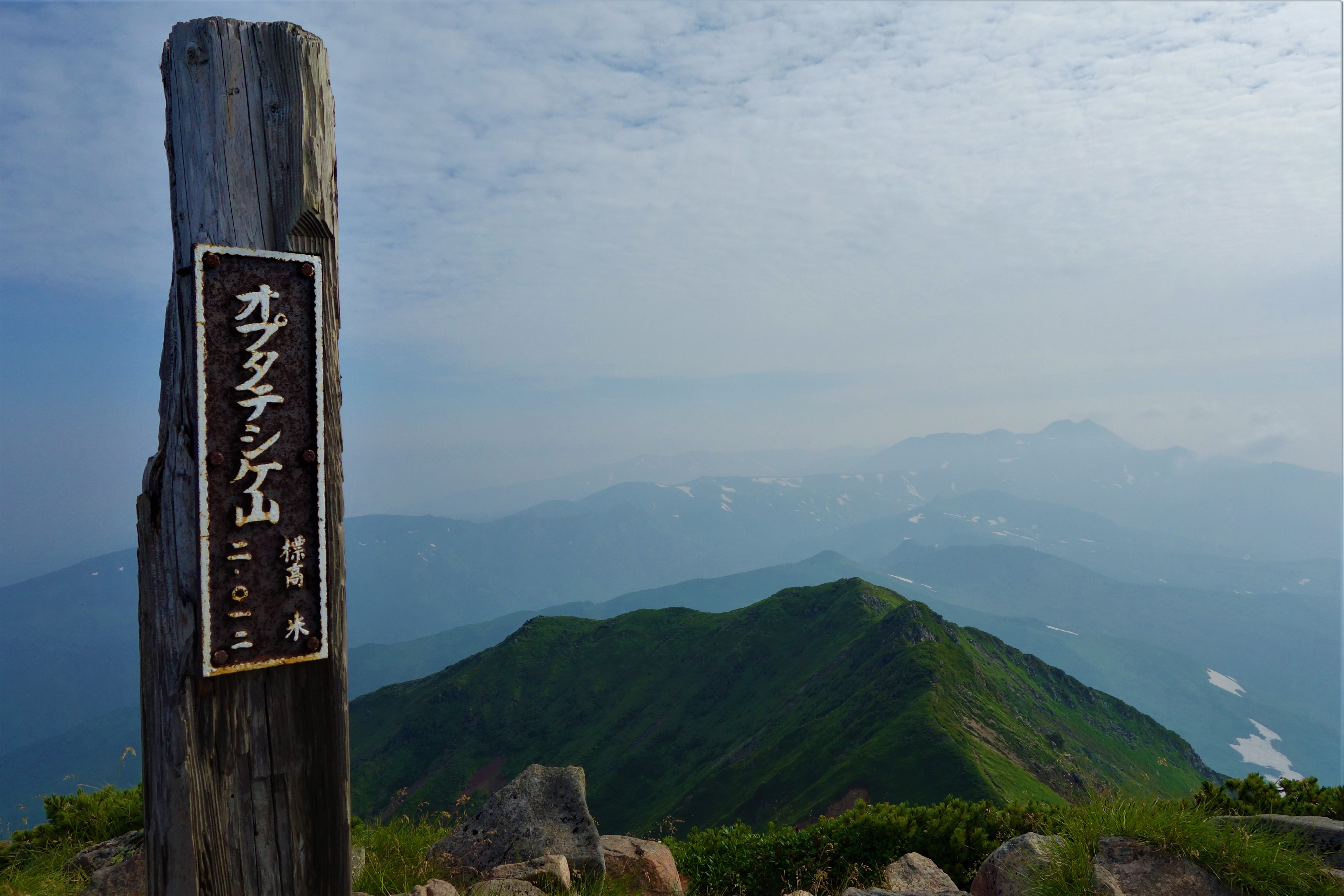
オプタテシケ山からコスマヌプリ・トムラウシ山
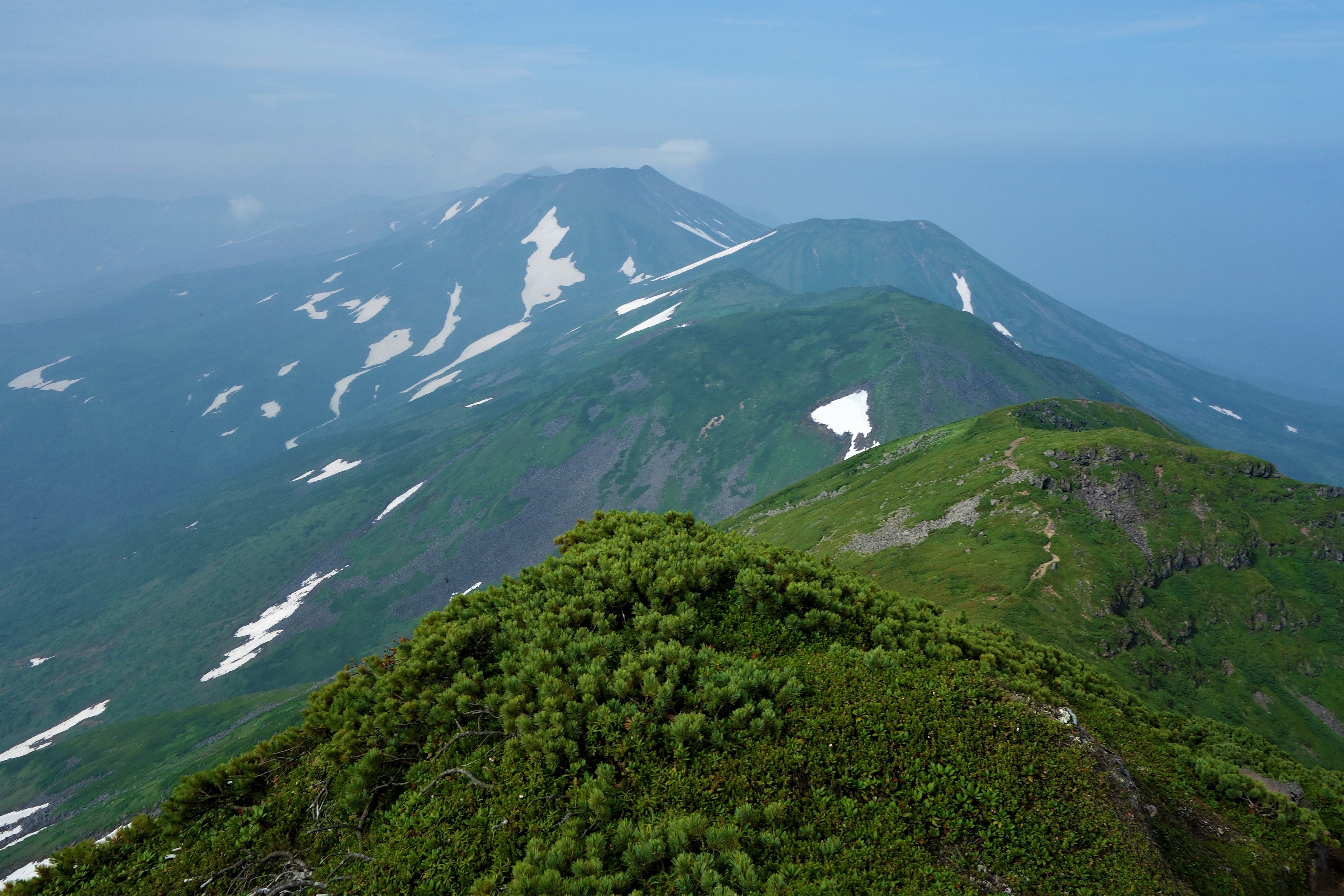
オプタテシケ山から十勝岳・美瑛岳・美瑛富士